# Christian Christiansen
Christian Christiansen (ur. 1915 w Viborg, zm. październik 2001) – duński pastor Duńskiego Kościoła Protestanckiego.

## Życiorys
Jako dziesięciolatek rozpoczął pozaszkolną edukację w viborgskim oddziale YMCA (Young Men’s Christian Association). Studiował w Kopenhadze. Po studiach został pastorem. Jako przedstawiciel YMCA, działając na mocy konwencjii genewskiej o pomocy humanitarnej jeńcom wojennym, na początku 1942 podjął pracę wśród jeńców na terenie III Rzeszy, w sześciu szpitalach i czternastu obozach, m.in. w oflagu II C Woldenberg. Wizytacje obozu odbywały się raz na kwartał i trwały od dwóch do pięciu dni; przeprowadzane były w towarzystwie przedstawiciela starszyzny obozowej i strony niemieckiej. Podczas wizytacji pastor był informowany o warunkach bytowych jeńców, o ich potrzebach, które następnie kierował do biura w Genewie; realizacja próśb następowała w ciągu ok. trzech miesięcy. Odwiedził obóz dwanaście razy, ostatnią wizytę złożył w święta Bożego Narodzenia 1944. Dzięki niemu jeńcy otrzymywali m.in. materiały piśnmiennicze, wydawnictwa edukacyjne, sprzęt sportowy, realizowane były również indywidualne potrzeby, np. okulary; pastor wspierał jeńców także duchowo.
Odwiedzał Dobiegniew również po wojnie, m.in. 8 września 1995 wygłosił homilię podczas nabożeństwa rocznicowego.

## Ordery i odznaczenia
- Złoty Krzyż Zasługi (1993)[8]
- Honorowy Obywatel Dobiegniewa (1993)[8]

## Upamiętnienie
30 września 2005 aleja wiodąca na teren byłego obozu w Dobiegniewie otrzymała imię pastora Christiana Christiansena.